# New York Pro Championship
El New York Pro Championship es un torneo de culturismo profesional que se disputa desde el año 1978 con el nombre de Night of Champions (NOC) disputado todos los años en la ciudad de New York, Estados Unidos. Es considerado uno de los eventos culturistas más importantes del mundo ya que incluye a los cinco finalistas del Mr. Olympia.

## Historia
Originalmente el torneo se llamó "Night of Champions" y solo disponía de la categoría masculina pero en el año 2003 se añade la categoría femenina, la categoría fitness y la de figura. En el año 2002 se comenzó a disputar un torneo paralelo llamado "New York Pro Championship" que comprendía las categorías de fitness y figura. Ambos torneos, que se habían celebrado separadamente (incluso dando ambos los premios de fitness y figura en 2003), se unen en el 2005 para comenzar a llamarse a partir de entonces como el segundo, New York Pro Championship.

## Ganadores del Night of Champions
| Año  | Masculino                       | Femenino                                                       | Fitness                         | Figura                          |
| ---- | ------------------------------- | -------------------------------------------------------------- | ------------------------------- | ------------------------------- |
| 1978 | Robby Robinson                  |                                                                |                                 |                                 |
| 1979 | Robby Robinson                  |                                                                |                                 |                                 |
| 1980 | Chris Dickerson                 |                                                                |                                 |                                 |
| 1981 | Chris Dickerson                 |                                                                |                                 |                                 |
| 1982 | Albert Beckles                  |                                                                |                                 |                                 |
| 1983 | Lee Haney                       |                                                                |                                 |                                 |
| 1984 | Albert Beckles                  |                                                                |                                 |                                 |
| 1985 | Albert Beckles                  |                                                                |                                 |                                 |
| 1986 | Lee Labrada                     |                                                                |                                 |                                 |
| 1987 | Gary Strydom                    |                                                                |                                 |                                 |
| 1988 | Phil Hill                       |                                                                |                                 |                                 |
| 1989 | Vince Taylor                    |                                                                |                                 |                                 |
| 1990 | Mohammed Benaziza               |                                                                |                                 |                                 |
| 1991 | Dorian Yates                    |                                                                |                                 |                                 |
| 1992 | Kevin Levrone                   |                                                                |                                 |                                 |
| 1993 | Porter Cottrell                 |                                                                |                                 |                                 |
| 1994 | Mike Francois                   |                                                                |                                 |                                 |
| 1995 | Nasser El Sonbaty               |                                                                |                                 |                                 |
| 1996 | Flex Wheeler                    |                                                                |                                 |                                 |
| 1997 | Chris Cormier                   |                                                                |                                 |                                 |
| 1998 | Ronnie Coleman                  |                                                                |                                 |                                 |
| 1999 | Paul Dillet                     |                                                                |                                 |                                 |
| 2000 | Jay Cutler                      |                                                                |                                 |                                 |
| 2001 | Orville Burke                   |                                                                |                                 |                                 |
| 2002 | Markus Rühl                     |                                                                |                                 |                                 |
| 2003 | Víctor Martinez                 | Denise Masino (Ligera) Kim Harris (Media) Betty Viana (Pesada) | Kelly Ryan                      | Davana Medina                   |
| 2004 | Melvin Anthony                  | Yaxeni Oriquen                                                 |                                 |                                 |
| 2005 | -- New York Pro Championship -- | -- New York Pro Championship --                                | -- New York Pro Championship -- | -- New York Pro Championship -- |

## Ganadores del New York Pro Championship
| Año  | Masculino                | Femenino                 | Fitness           | Figura             |
| ---- | ------------------------ | ------------------------ | ----------------- | ------------------ |
| 2002 | -- Night of Champions -- | -- Night of Champions -- | Adela Friedmansky | -- No disputado -- |
| 2003 | -- Night of Champions -- | -- Night of Champions -- | Adela Friedmansky | Davana Medina      |
| 2004 | -- Night of Champions -- | -- Night of Champions -- | Julie Palmer      | Davana Medina      |
| 2005 | Darrem Charles           | Rosemary Jennings        | Kim Klein         | Davana Medina      |
| 2006 | Phil Heath               | -- No disputado --       | Julie Childs      | Jessica Paxson     |
| 2007 | Branch Warren            |                          |                   |                    |

- Datos: Q2056414